# Hieracium czamyjashense
Hieracium czamyjashense là một loài thực vật có hoa trong họ Cúc. Loài này được N.N.Tupitsȳna mô tả khoa học đầu tiên năm 1994.